# Xã Brockway, Michigan
Xã Brockway (tiếng Anh: Brockway Township) là một xã thuộc quận St. Clair, tiểu bang Michigan, Hoa Kỳ. Năm 2010, dân số của xã này là 2.022 người.